# 西尾市立米津小学校
西尾市立米津小学校（にしおしりつ よねづしょうがっこう）は、愛知県西尾市米津町にある公立小学校である。

## 地理
学区は西尾市の北部に位置し、安城市に隣接している。最寄駅は名古屋鉄道西尾線米津駅。学区の南側を矢作川が流れている。

## 歴史

### 年表
- 1873年（明治6年）9月10日 - 第四七番小学校米津校が碧海郡米津村・中根村を学区に発足する。[2]
- 1882年（明治15年）11月 - 第四九学区公立小学米津学校となり、学区に城ヶ入村を加える。[2]
- 1891年（明治24年）4月 - 城ヶ入分教場が「城ヶ入尋常小学校」になる。[2]
- 1899年（明治32年）4月 - 米津校に修学年限2年の高等科を併置。[2]
- 1901年（明治34年）4月 - 明治第六米津尋常高等小学校となる。高等科は修業4年。[2]
- 1903年（明治36年）4月 - 米津公民館の地に校舎を移転。[2]
- 1908年（明治41年）4月 - 第五尋常小学校と合併し「第四尋常小学校」となる。[2]
- 1941年（昭和16年）4月1日 - 愛知県碧海郡明治村立明治第四国民学校となる。[2]
- 1947年（昭和22年）4月1日 - 「碧海郡明治村立明治第四小学校」と校名を変更。[2]
- 1948年（昭和23年）10月1日 - 「碧海郡明治村立米津小学校」と改称。[2]
- 1955年（昭和30年）4月1日 - 町村合併により「西尾市立米津小学校」となる。[2]
- 1967年（昭和42年）2月5日 - 校旗樹立。米津小学校校歌制定。[2]
- 1979年（昭和54年）3月 - 現在地に移転。[1]
- 1985年（昭和60年）4月1日 - 米津小学校開校100周年。[2]

### 児童数の変遷
『愛知県小中学校誌』（2018年）によると、児童数の変遷は以下の通りである。
| 1947年（昭和22年） | 444人 |  |
| 1957年（昭和32年） | 482人 |  |
| 1967年（昭和42年） | 429人 |  |
| 1977年（昭和52年） | 510人 |  |
| 1987年（昭和62年） | 465人 |  |
| 1997年（平成9年）  | 398人 |  |
| 2007年（平成19年） | 410人 |  |
| 2017年（平成29年） | 412人 |  |

## 著名な出身者
- 神谷凱士 - プロサッカー選手、椋士の双子の兄
- 神谷椋士 - プロサッカー選手、凱士の双子の弟